# David Carry
David Carry, né le 8 octobre 1981 à Aberdeen, en Écosse, est un nageur écossais des îles Féroé. Il a détenu de 2008 à 2010 le record d’Europe du relais 200 m nage libre avec ses coéquipiers de l’équipe du Royaume-Uni.

## Palmarès

### Jeux olympiques
Aux Jeux olympiques de Pékin, David Carry participe aux 400 m nage libre et au relais 4 × 200 m nage libre. Dans le 400 m nage libre, il échoue en séries en ne prenant que la 15e place. Dans le relais 4 × 200 m nage libre, l'équipe du Royaume-Uni se place 6e dans un temps de 7 min 05 s 92.

### Championnat du monde
Aux championnats du monde de natation en petit bassin 2008 à Manchester, David Carry remporte une médaille d’argent dans le relais 4 × 200 m nage libre.

### Jeux du Commonwealth
Aux Jeux du Commonwealth de 2006 qui se sont déroulés à Melbourne, David Carry remporte deux médailles d’or (400 m nage libre et 400 m individuel 4 nages) et une médaille d’argent (relais 4 × 200 m nage libre).
Aux Jeux du Commonwealth 2010 à Delhi, il remporte deux nouvelles médailles : l’argent dans le 4 × 200 m nage libre et le bronze dans le 400 m nage libre.

## Records

### Record d’Europe
Lors des championnats du monde de natation en petit bassin 2008 qui se sont tenus à Manchester du 9 au 13 avril 2008, David Carry bat, le 10 avril 2008, le record d’Europe du 4 × 200 m nage libre en petit bassin avec ses coéquipiers de l’équipe du Royaume-Uni, dans un temps de 6 min 56 s 52. Ce record sera battu deux ans plus tard, le 16 décembre 2010 à Dubaï, par l’équipe de Russie avec un temps de 6 min 49 s 04.
| Épreuve                         | Nageurs                                                 | Temps équipe  | Temps perso                                             | Date          |
| Relais 4 × 200 m nage libre (H) | Robert Renwick David Carry Andrew Hunter Ross Davenport | 6 min 56 s 52 | 1 min 44 s 83 1 min 44 s 19 1 min 44 s 04 1 min 43 s 46 | 10 avril 2008 |

## Meilleurs temps personnels
Les meilleurs temps personnels établis par David Carry dans les différentes disciplines sont détaillés ci-après.
| Épreuve                   | Bassin | Temps         | Compétition                            | Lieu                | Date             |
| 50 m nage libre           | 50 m   | 23 s 92       | Dave McCullagh Memorial Meet           | Limerik (IRL)       | 29 mars 2009     |
| 100 m nage libre          | 50 m   | 50 s 37       | Scottish National Champs               | Glasgow             | 25 juin 2009     |
| 200 m nage libre          | 50 m   | 1 min 46 s 47 | Jeux olympiques d'été 2008             | Pékin (CHN)         | 12 août 2008     |
| 400 m nage libre          | 50 m   | 3 min 47 s 17 | Jeux olympiques d'été 2008             | Pékin (CHN)         | 9 août 2008      |
| 800 m nage libre          | 50 m   | 8 min 16 s 78 | Loughborough Time Trial                | Loughborough        | 3 décembre 2006  |
| 1 500 m nage libre        | 50 m   | 15 s 43       | Stockport Metro Money Back             | Stockport           | 28 novembre 2008 |
| 100 m dos                 | 50 m   | 1 min 00 s 13 | Canadian Summer Nationals              | Montreal (CAN)      | 31 juillet 1999  |
| 200 m dos                 | 50 m   | 2 min 09 s 20 | Plymouth Long Course Open              | Millfield           | 14 décembre 2007 |
| 50 m papillon             | 50 m   | 25 s 88       | Canadian Summer Nationals              | Montreal (CAN)      | 31 juillet 1999  |
| 100 m papillon            | 50 m   | 57 s 67       | Plymouth Long Course Open              | Millfield           | 14 décembre 2007 |
| 200 m 4 nages             | 50 m   | 2 min 02 s 06 | XVIII Jeux du Commonwealth             | Melbourne (AUS)     | 20 mars 2006     |
| 400 m 4 nages             | 50 m   | 4 min 15 s 98 | XVIII Jeux du Commonwealth             | Melbourne (AUS)     | 19 mars 2006     |
| 100 m nage libre (relais) | 50 m   | 49 s 76       | Championnats de France Open            | Saint-Raphael (FRA) | 26 juin 2007     |
| 200 m nage libre (relais) | 50 m   | 1 min 46 s 38 | Championnats du monde de natation 2009 | Rome (Italie)       | 31 juillet 2009  |

| Épreuve                   | Bassin | Temps         | Compétition                                            | Lieu                     | Date             |
| 50 m nage libre           | 25 m   | 23 s 34       | British Swimming Stage 1                               | Loughborough             | 28 avril 2007    |
| 100 m nage libre          | 25 m   | 49 s 66       | British Swimming Stage 1                               | Loughborough             | 27 avril 2007    |
| 200 m nage libre          | 25 m   | 1 min 45 s 58 | Championnats du monde de natation en petit bassin 2008 | Manchester (Royaume-Uni) | 9 avril 2008     |
| 400 m nage libre          | 25 m   | 3 min 40 s 51 | Championnats du monde de natation en petit bassin 2008 | Manchester (Royaume-Uni) | 11 avril 2008    |
| 800 m nage libre          | 25 m   | 8 min 05 s 50 | Championnats régionaux ...                             | Paris (gv) (FRA)         | 20 décembre 2008 |
| 1 500 m nage libre        | 25 m   | 14 s 59       | Championnats régionaux ...                             | Paris (gv) (FRA)         | 20 décembre 2008 |
| 50 m dos                  | 25 m   | 26 s 44       | Championnats d'Angleterre                              | Ponds Forge              | 10 décembre 2000 |
| 100 m dos                 | 25 m   | 56 s 24       | Championnats d'Angleterre                              | Ponds Forge              | 10 décembre 2000 |
| 200 m dos                 | 25 m   | 2 min 01 s 02 | British Swimming Stage 1                               | Loughborough             | 27 avril 2008    |
| 100 m brasse              | 25 m   | 1 min 06 s 42 | British Swimming Stage 1                               | Loughborough             | 25 avril 2008    |
| 100 m papillon            | 25 m   | 56 s 87       | British Swimming Stage 1                               | Loughborough             | 25 avril 2008    |
| 200 m 4 nages             | 25 m   | 2 min 00 s 34 | Championnats d'Europe de natation en petit bassin 2005 | Trieste (Italie)         | 8 décembre 2005  |
| 400 m 4 nages             | 25 m   | 4 min 13 s 83 | Interclubs - Ile-de-France                             | Mennecy (FRA)            | 18 décembre 2005 |
| 100 m nage libre (relais) | 25 m   | 48 s 97       | Championnats régionaux ...                             | Paris (FRA)              | 22 décembre 2007 |
| 200 m nage libre (relais) | 25 m   | 1 min 44 s 19 | Championnats du monde de natation en petit bassin 2008 | Manchester (Royaume-Uni) | 10 avril 2008    |